# Drehrohr
Unter dem Begriff Drehrohr werden verschiedene Anlagenkomponenten zusammengefasst:
- Drehrohrofen
- Drehrohrtrockner
- Drehrohrkühler
  - Sektionalkühler
- Drehrohrmischer

## Typische Merkmale
Das gemeinsame Element ist jeweils ein horizontal ausgerichtetes Rohr, welches üblicherweise auf zwei Lagerstationen gelagert wird.
Traditionelle Lagerstationen bestehen aus Laufringen, die sich in Laufrollenstationen drehen. Bei sehr langen Drehrohren, speziell den Zementöfen, werden oft mehr als zwei Lagerstationen eingesetzt, um die Durchbiegung des Rohres in erträglichem Maße zu halten.
Mit Hilfe von Großkugellagern kann bei kurzen Drehrohren auch nur mit einer Lagerstation gearbeitet werden, da diese Lager „kippsteif“ sind.

## Einbauten
Drehrohre können je nach Einsatzzweck mit Einbauten versehen werden:
- Hubschaufeln zur besseren Durchmischung des Produktes
- Heizrohre, die mit Wasser, Dampf, Heizgas oder Thermoöl auf die gewünschte Temperatur gebracht werden.
- Kühlrohre, die mit Wasser oder Kühlluft die Wärme abtransportieren
- Innenausmauerung, die den (metallischen) Mantel vor Überhitzung schützen

## Werkstoffe
Drehrohre bestehen üblicherweise aus
- Normalstahl für Temperaturen bis 350 °C
- Edelstahl für Temperaturen bis 550 °C und korrosiven Produkten
- Hochtemperaturstahl für Temperaturen bis 950 °C
- Keramik für Temperaturen bis 1400 °C